# 吉他心语
《吉他心语》（英語：Guitar Songs）是美国创作型歌手比莉·艾利什的第二张迷你專輯。它由黑房公司和新視鏡唱片于2022年7月21日通过下载和流媒体服务发布。这张专辑是比莉自第二张录音室专辑《怪樂的不得了》（2021年）以来的第一部作品。这是一枚未发布预告的惊喜专辑，比莉做出这个决定是因为她想尽快与歌迷分享新音乐。曲目列表包含两首歌曲，比莉曾考虑将其纳入她的第三张专辑中，但由于歌词的即时性而最後决定不添加。她与她的哥哥菲尼亞斯·奧康奈爾共同创作了这张专辑，菲尼亚斯也是这张专辑的制作人。
这两首歌都是现实主义的伤感民谣，与艾利什首张录音室专辑的奇思妙想截然不同。每首歌曲都包含源自当代生活事件的个人歌词，并以简单的原声吉他为背景，突出了艾利什柔和的嗓音。在为宣传《怪樂的不得了》而举行的2022-2023年世界巡演曼彻斯特音乐会上，比莉首次演唱了《TV》。这首歌提到了2022年6月推翻“羅訴韋德案”的法庭判决令她深受打击。另一首歌曲《30号那一天》，是她自《怪樂的不得了》以来制作的第一首歌。这首歌写于 2021 年 12 月，其标题取自她的一位朋友险些丧命于其中的车祸那天——2021 年 11 月 30 日。
乐评人对《吉他心语》的声乐和歌曲创作大加赞赏。许多人认为，艾利什通过这张迷你專輯的歌词证明了她作为词曲作者的才华，并不时称赞其制作如何突出了脆弱的情感。其曲目进入了全球多个国家唱片排行榜，包括美国《告示牌》百大單曲榜，两人进入了前50名，并在四个国家的排行榜中进入了前40名。艾利什和奥康奈尔在世界巡演亚洲站期间再次演奏了《TV》和《30号那一天》，两人在新加坡与新加坡旅遊局合作演出，为新加坡做宣传。

## 创作过程
2021年7月发行第二张录音室专辑《怪樂的不得了》后，  比莉·艾利什和她的制作人菲尼亚斯·奥康奈尔开始构思她希望在年底之前收录在下一张专辑中的歌曲。 他们在《怪樂的不得了》之后写的第一首歌是《30号那一天》，标题是指 2021 年 11 月 30 日那天，她身边的一个人差点在一场车祸中丧生，她形容亲眼所见的那件事是“她所（被迫）目睹和经历的最难以形容的事情”。艾利什在 2021 年 12 月 30 日写下了《30号那一天》，几乎是在回忆起那一天的事故后，她立即写下了这首歌。她在苹果音乐接受赞恩·洛维采访时说道：“我当时和芬尼亚斯在一起，我就想，'对不起，我不知道你打算做什么，但我们现在就需要写这首歌'。  
从 2022 年 2 月 3 日开始，艾利什和奥康奈尔开始了2022-2023年的《怪樂的不得了》世界巡演。 在巡演期间，艾莉什分配了一段时间用于创作音乐，在此期间她忙于创作另一首歌曲《TV》 这一过程与美国最高法院围绕多布斯诉杰克逊妇女健康组织案的讨论同时进行。这花了几个月的时间；虽然艾利什很快就完成了第一首主歌和副歌，但直到 2022 年 5 月法院判决草案在网上泄露后，她才写下了剩余的歌词。泄露的草案透露了推翻罗伊诉韦德案的计划，这是一个具有里程碑意义的案件，使堕胎成为该国的宪法权利。在政治活动方面颇有建树的艾利什对泄密事件感到悲伤，她觉得自己作为女性的权利被剥夺了。在她写完《TV》几周后，最高法院决定推翻罗伊诉韦德案。艾利什对这一决定表示遗憾，其事后谈到剩余的歌词时说：“这是厄运的占位符。”

## 发布

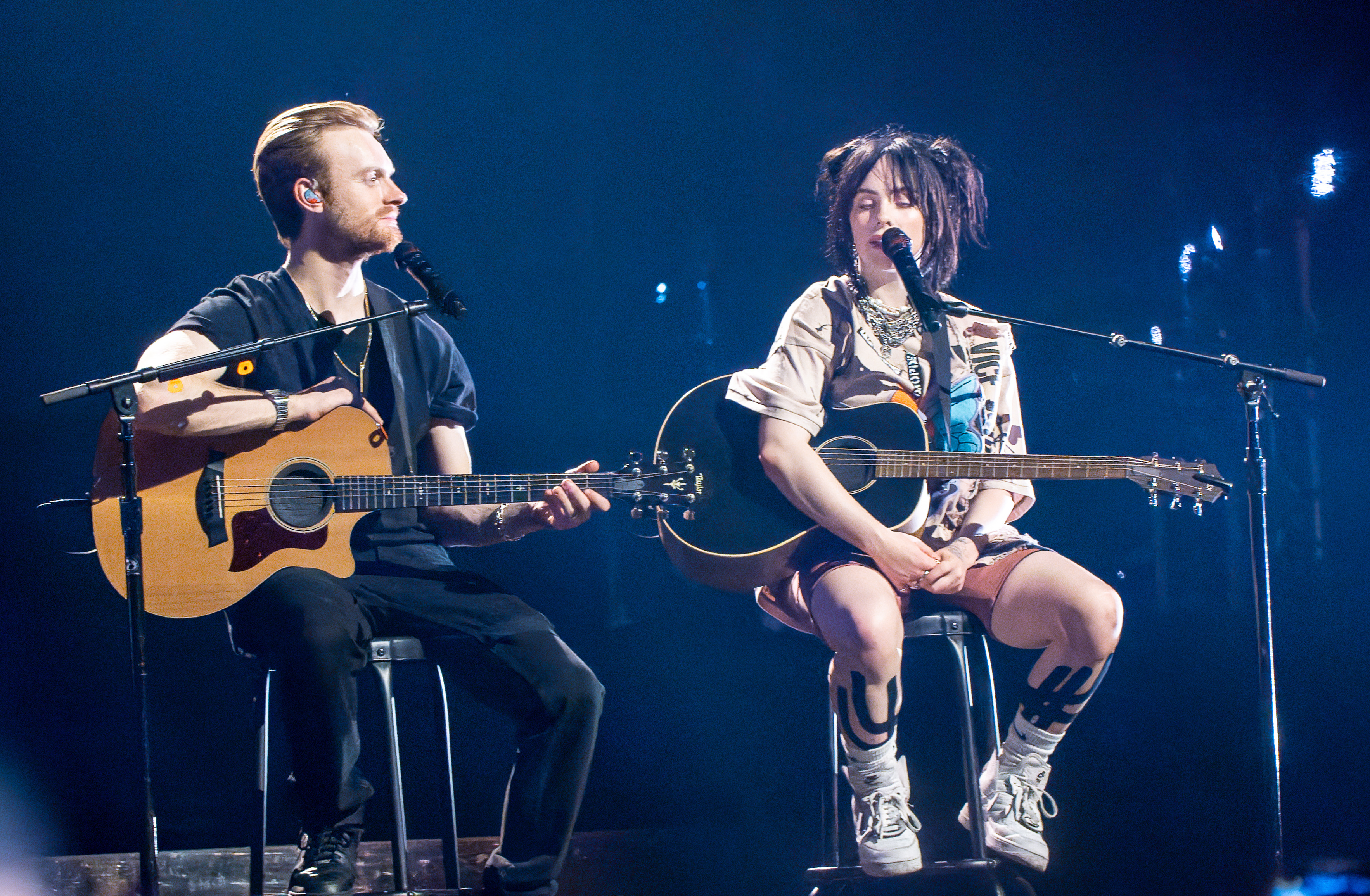
Billie Eilish在世界巡演期间首次为 EP 发行了一首未发行的歌曲，以支持她的第二张录音室专辑。

2022年6月7日，在怪樂的不得了世界巡演曼彻斯特站的演出期间，艾利什首次现场表演《TV》。芬尼亚斯提供原声吉他伴奏。  这是她自 2017 年左右以来首次预演未发布的歌曲。 她在科切拉音乐节上看到哈利·斯泰尔斯(Harry Styles)演奏另一首未发行的歌曲“Boyfriends”后受到启发，才决定这样做。艾利什在《新音乐快递》的封面故事中解释了她的决定，她说在那些年的巡回演唱会上，她 "错过了一首还没有人听过的歌"。她回忆说，首次演出让她感到很脆弱，主要是因为这首歌的主题对她来说很敏感，同时也因为她认为演出一首未发布的歌曲这种行为在情感上很有冲击力。 
到了七月，《TV》和《30号那一天》成了两人仅有的两首歌；他们试图将这两首歌收录到她的第三张专辑中。艾利什将这两首歌的录音备忘录搁置了几个星期，当她再次偶然发现这些录音时，她想尽快与歌迷分享歌词中的内容。注意到 《TV》和 《30号那一天》的直接性，她说： "对我来说，这些歌曲都是当下最流行的，是我现在就想唱的歌"。在与芬尼亚斯交谈之后，尽管她宣布计划提前开始相应的录音工作，但她还是将这些歌曲排除在了曲目列表之外。她拒绝等到发行时才正式向公众公开这些歌曲。 
7 月 21 日，暗室公司和新视镜唱片通过下载和流媒体形式发布了扩展版(EP) 《吉他歌曲》 。 这件事是在没有事先通知的情况下发生的。  Guitar Songs是 Eilish 的第二张 EP，  [lower-alpha 1]由“TV”和“The 30th”组成。 随后，Eilish 短暂使用了 Apple Music 1；除了这首歌的即时性之外，她告诉 Lowe，她决定出人意料地发行这首歌的另一个原因是她已经厌倦了为即将推出的音乐做繁重的传统宣传。她想像她职业生涯早期那样发行歌曲——不需要太多营销，有时是在现场音乐会上为歌迷预览。  在此之前，她说：“我只是想能够回到我的根，成为我自己的歌曲作者。” 
《TV》和《30号那一天》出现在全球多个地区的唱片排行榜上。。在美国，这两首歌分别以第 52 位和第 79 位的成绩首次登上公告牌热门 100 榜。芬尼亚斯也因此成为第一位在美国公告牌百大制作人排行榜上排名 100 周的音乐家，并在《吉他心语》发行后再次排名第 16 位。 在爱尔兰、英国、冰岛、澳大利亚和新西兰，《TV》进入了排行榜的前 40 名；在另外五个地区，《TV》进入了排行榜的前 40 名，其峰值高于 《30号那一天》。 在公告牌全球 200 强中，《TV》首次亮相排名第 25 位，《30号那一天》排名第 50 位。 
曲目和歌词
《吉他心语》由《TV》和《30号那一天》组成，两首伤感的民谣制作极简，将艾利什柔和的歌声与木吉他结合在一起。音乐记者写道，简单的构成强调了歌词和演唱，使其成为这张 EP 的推动力。 首歌的制作让人想起她和芬尼斯最早期的作品，当时他们只想在父母家用一把吉他做音乐。艾利什解释了他们的创作意图：“那是我们的根......我想回到过去，用我们过去的方式来做音乐。” 与此同时，《公告牌》评论家贾森·利普舒茨 (Jason Lipshutz) 对这张 EP 的声音进行了如下描述：它可能 "是对新的声线和抒情方向的一种趋向，也可能是与畅销全长唱片之间的一种过渡"。
《TV》和《The 30th》由芬尼斯共同创作，两首歌曲均由他制作。 《卫报》的劳拉·斯内普斯 (Laura Snapes) 将《吉他心语》的创作风格描述为现实主义，并指出这张 EP 标志着与艾利什突破性录音室专辑的抒情主题的背离； 虽然专辑更侧重于恐怖意象，但 EP 的故事更立足于现实生活经历。用她的话来说，《TV》和《30号那一天》展示了艾利什观察到她生命中几件珍爱之物的毁灭。这两首歌的歌词带有浓厚的个人色彩，灵感主要来源于艾莉什创作这两首歌时发生的事情。  

### 《TV》
《TV》是曲目列表中的第一首，探讨了被遗弃的主题和对麻木的渴望，以分散对困扰世界的问题的注意力。 其令人心酸的主题包括饮食失调、心理健康、演员约翰尼·德普和艾梅柏·希尔德之间的诽谤审判，以及多布斯案的结果。 
s这首歌开头描述了一段抑郁的经历。由于无法入睡，她通过观看电视真人秀节目《幸存者》来分散自己与前伴侣闹翻的注意力，然后她对周围其他人的冷漠和愤世嫉俗表示不满。  艾利什唱道“当我们都背叛彼此时，我们都在沙发上沉沦”，并提出了“任何事情有什么意义？”的问题。《纽约时报》的乔恩·帕雷莱斯 (Jon Pareles)将这一场景解读为“娱乐滋生分心、疏远和冷漠的方式”的体现。 
在副歌部分，艾利什讨论了她的浪漫关系对她与朋友相处的时间的影响，在第二节中，艾利什思考了她的名人地位如何影响她的友谊。想到这里，她有一种想不吃饭的冲动，但又努力克制自己。 接下来，她感叹“互联网如何疯狂地观看电影明星受审/当他们推翻罗伊诉韦德案时。 ” 艾利什对NME封面故事中的情况表示愤怒，质疑为什么公众优先关注她认为德普和赫德之间的不和微不足道，而不是对堕胎权的未来表示担忧。 
副歌部分在第二节之后再次出现，并且艾利什使用了副歌来结束这首歌。她重复着“也许我就是问题所在”这句话，为自己在写“电视”时所面临的生活问题而自责。当这首歌接近最后的歌词时，它播放了欢呼人群的声音取样，取自艾利什在曼彻斯特的首演。 

### 《30号那一天》
《30号那一天》在美国歌曲作家斯内普斯和蒂娜·贝尼特斯-伊夫斯看来，是一首比《TV》更个性化的歌曲。《30号那一天》以 11 月 30 日的车祸为中心，献给那位被艾利什视为最亲密的朋友并详细介绍了围绕该事件发生的几个细节。 死亡和痛苦是这首歌的主题。
 
艾利什讲述了朋友在车祸后昏迷不醒的过程，并回忆了他们在救护车上醒来后发生的事情。有一句歌词是这样描述当时的情景的 "当你两眼放空/很难相信你不记得了"。随后，她唱出自己当时就在车祸发生的同一条路上，将故事的视角转向了自己。尽管当时交通堵塞，她看到救护车从身边驶过，但她说自己 "甚至没有想过靠边停车"；她是在第二天晚上才完全得知朋友的情况的。 在副歌部分，艾利什提醒她们在禁闭期间曾有过一次电话交谈，她们表达了对自己健康的深切担忧——艾利什回答说 "我也是"，并决定通过赞美她们的容貌来缓和气氛。 当歌曲渐强到高潮时，吉他和弦慢慢增强，人声开始重叠，让人联想到飞速运转的大脑和日益增长的恐慌感。
在桥段部分，艾利什列举了一些不同的场景，质疑如果事故发生在另一天和其他地点，这位朋友是否还能活着--有年幼孩子的街道、没有铁路阻挡来往车辆的桥梁，或者下雪时的安吉勒斯山顶公路。她联想到朋友去某个隐蔽的地方旅行，孩子们坐在副驾驶座上，无法与他人取得联系，寻求帮助。 在结束桥段时，她唱道："如果你改变了什么，你会不会活不下来？"然后她重复了 "你还活着 "这几个字。在最后一句 "你还活着 "时，人声分层结束，只剩下艾利什柔和的嗓音。副歌在桥段后再次出现，但这一次，艾利什将最后一句“so was I”改为“so am I”。
《洛杉矶时报》撰稿人奥古斯特·布朗认为《30号那一天》的配乐让人想起披头士乐队吉他手乔治·哈里森的作品。《前音后果》的Mary Siroky 选择将这首歌，特别是它到桥段的前奏，与主打歌《怪樂的不得了》“令人难忘的爆发”进行比较。为了将两者进行对比，她认为听众期待《30号那一天》能以与主打歌类似的方式提供宣泄，但它却 "将我们拉了回来，让我们喘不过气来"。她还强调了桥段中生动的叙事细节。

## 歌曲评价
许多评论家称赞《吉他心语》中的曲目具有自我反思和社会评论的特点，其中一些人认为这证明了她的写作能力。 斯内普斯表示，通过“极其微妙”地使用具体的叙事细节，并在不淡化其严肃性的情况下讨论辛酸的主题，艾利什成功地为 EP 创造了有效的悲剧效果。 《马尼拉公报》的娱乐专栏作家认为，这些因素加上歌曲的忏悔性质，使艾利什能够与她之前 "所有最伟大的词曲作者 "相提并论，并提醒人们她是她这一代人中 "最珍贵的"。
其他音乐记者则重点关注 EP 的制作。两位评论家赞扬了她的声音。来自Nylon的Steffanee Wang认为她的演唱 "很有力量"，而另一位乐评人 Lipshutz 则认为她的演唱 "越来越自信"。  Lipshutz 认为吉他的声音细腻而放松，《新音乐快递》的一位作者也有同感，他写道："她在悠扬的原声吉他声中歌唱，意在抚慰我们中最失意的人"。斯内普斯喜欢旋律和艾利什的声音，对她来说，这首歌的基调很合适：“恰如其分的是，每一句歌词的旋律似乎都在跌宕起伏，在她颤抖、轻盈的嗓音中，每一句都是一个摇摇欲坠的帝国” 与此同时，当英国版《GQ》的两位评论家称《TV》为 2022 年最佳歌曲之一，他们认为这首歌使用了 "令人毛骨悚然 "的观众样本，使其形成了 "毁灭性的震撼"。
这些曲目个人化、沉思化的特质使一些人对它们给予了独特的赞誉。英国《卫报》的音乐记者亚历克西斯-佩特里迪斯（Alexis Petridis）写道，"《TV》忧郁的基调使这首歌成为曼彻斯特演唱会曲目中值得一提的一首歌，他认为这是她在曼彻斯特演唱会上演唱的最好的一首歌。另一方面，《30号那一天》被《Consequence》选为《吉他心语》发行当周的最佳新歌，称赞的重点是这首歌 "兼顾了脆弱性、特殊性和完全的亲和力"，他们认为这正是艾莉什吸引跨时代音乐人的原因。该出版物写道，“正是这种意想不到的怪癖，让艾莉什与她的许多其他暗黑流行音乐同仁区分开来。” 贝尼特斯-埃夫斯在 2023 年 2 月发表的《美国歌曲作家》（American Songwriter）一文中将这首歌列为艾莉什的十首最佳歌曲之一。